# Зиненко, Иван Гордеевич
Иван Гордеевич Зиненко (1921—1968) — сержант Рабоче-крестьянской Красной Армии, участник Великой Отечественной войны, Герой Советского Союза (1944).

## Биография
Иван Зиненко родился 21 июля 1921 года в селе Исаклы (ныне — Исаклинский район Самарской области). Окончил шесть классов школы. До призыва в армию проживал и работал в Самарканде. В 1940 году Зиненко был призван на службу в Рабоче-крестьянскую Красную Армию. С июня 1941 года — на фронтах Великой Отечественной войны. В боях три раза был ранен. Участвовал в боях в Белорусской и Украинской ССР, битве за Москву, боях под Ленинградом. К январю 1944 года сержант Иван Зиненко командовал орудием 760-го истребительно-противотанкового артиллерийского полка 2-й ударной армии Ленинградского фронта. Отличился во время окончательного снятия блокады Ленинграда.
22 января 1944 года у деревни Витино Ломоносовского района Ленинградской области расчёт Зиненко находился в боевых порядках передовых стрелковых частей, поддерживая своим огнём их наступление. Во время очередной контратаки немецких войск Зиненко остался у орудия в одиночку, но продолжал вести огонь, отразив две контратаки, подбив 4 танка и удержав позиции до подхода основных сил.
Указом Президиума Верховного Совета СССР от 1 июля 1944 года за «образцовое выполнение боевых заданий командования на фронте борьбы с немецкими захватчиками и проявленные при этом мужество и героизм» сержант Иван Зиненко был удостоен высокого звания Героя Советского Союза с вручением ордена Ленина и медали «Золотая Звезда» за номером 4473.
В августе 1944 года Зиненко был направлен на учёбу в артиллерийское училище, но не окончил его, так как в 1945 году был демобилизован по состоянию здоровья. Вернулся в Исаклы, сначала работал на электростанции, затем завотделом Исаклинского райисполкома, инструктором райкома КПСС, директором райпищепрома. Умер 25 апреля 1968 года, похоронен на Самарском городском кладбище.
Был также награждён орденом Отечественной войны 1-й степени, Серебряной звездой (США)  и рядом медалей.

## Память
Бюст Зиненко установлен в Исаклах.